# Leopoldo Spivacchini
Lev Mikhàilovitx Sibiriakov. rus: Лев Миха́йлович Сибиряко́в, nascut Leib Moisséievitx Spivak, rus: Лейб Моисеевич Спивак, conegut habitualment a Occident com a Leopoldo Spivacchini fou un famós baix rus.

## Biografia
Nasqué en una família jueva de la ciutat de Polonne, gubèrnia de Volínia (actualment óblast de Khmelnitski, Ucraïna). En els seus anys d'infància fou un corista del cor de la sinagoga. Va passar la seva joventut a Berdítxiv i després se'n va anar a Odessa, on, gràcies a un exitós matrimoni, es va fer ric. En aquella ciutat va estudiar amb Fiorini i allà va debutar. Després va anar a Itàlia a perfeccionar-se amb Cesare Rossi. Per invitació de Toscanini, Sibirakov va adoptar el nom escènic de Leopoldo Spivacchini, i a finals del segle xix va aparèixer amb aquest nom i gran èxit a La Scala de Milà. L'escola vocal italiana definiria el seu estil posterior d'interpretació. La temporada 1896-1897 va actuar al Liceu.
En tornar a la seva pàtria a finals de la dècada del 1890, va recórrer amb èxit diverses ciutats de Rússia, com a integrant de la primera companyia d'òpera de Sant Petersburg. Va actuar a diversos teatres de l'òpera de Rússia, incloent-hi Kíev, Bakú, Tiflis i Khàrkiv. El públic va rebre amb entusiasme les actuacions del cantant. El seu programa incloïa les àries del repertori operístic clàssic i cançons populars. El següent pas va ser una invitació a l'escenari del gran Teatre Mariïnski. Però a causa del fet que el camí cap al Teatre Mariïnski estava tancat als jueus, Leib Spisek va haver de ser batejat i va adoptar un nou nom i patronímic - Lev Mikhàilovitx, i va prendre el cognom de soltera de la seva dona: Sibiriakov. Només després d'això es va convertir en solista del famós Teatre Mariïnski - el Teatre Imperial de l'Òpera - en l'escenari del qual va cantar de 1909 a 1921, al costat de figures operístiques com Leonid Sóbinov i Fiódor Xaliapin. En 1902 i 1903 el cantant també va actuar al Teatre Bolxoi de Moscou. Va fer gires a Tbilisi, Khàrkiv, Boston, Londres, Berlín, París i Brussel·les. Però el cantant no va oblidar-se dels seus orígens i, el 1910, va fer un concert a la seva ciutat natal, on va interpretar, juntament amb àries operístiques, cançons russes, ucraïneses i jueves.

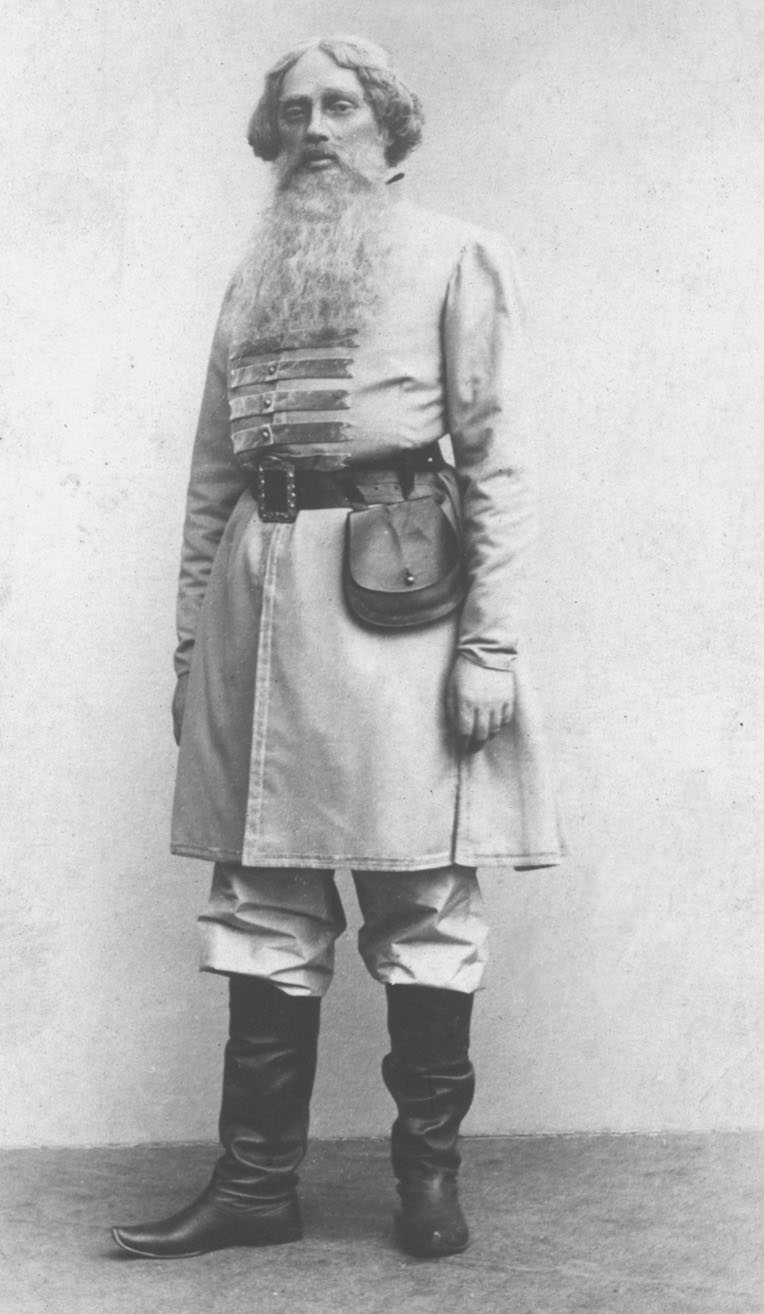
L.M. Sibiriakov - Vassili Sobakin en l'òpera La núvia del tsar.

A principis dels anys vint va emigrar a Polònia i va continuar actuant amb èxit als països d'Europa Occidental. Igual que Fiódor Xaliapin, Sibiriakov va promoure activament l'òpera russa. El 1932, va treballar durant una temporada a l'Òpera de Montecarlo. Des del començament dels anys trenta va viure a Varsòvia, on va ensenyar al seu conservatori.
Segons la versió més comuna, va morir a Varsòvia el 1938. Hi ha, però, l'afirmació que la seva vida va acabar el 1942 a Anvers.

## Creativitat
Els nivells vocals de Sibiriakov eren excel·lents. La seva veu sonava igual de potent en tota mena de registres. Posseïa un timbre agradable i estava ben treballat gràcies a les seves habilitats italianes.
| « | Suau, melodiosa, com la corda d'un violoncel de primera classe | » |

tot i que el cantant, des de la infància fins a la vellesa, va mantenir un accent meridional. Al mateix temps, l'intèrpret, igual que molts cantants de l'escola italiana, atorgava una importància secundària a l'expressió facial i gestual, i no s'esforçava per crear imatges dramàtiques. Tot això ho reemplaçava per la seva pròpia veu.

## Dades d'interès
Sibiriakov admirava l'escriptor Mikhaïl Bulgàkov, que en la seva joventut somiava amb una carrera a l'òpera. La germana de l'escriptor, Nadejda Bulgàkova-Zemskaia, va dir: "Hi havia una fotografia de l'artista de l'òpera de Kíev damunt la taula, amb una inscripció que el meu germà em va donar a llegir amb orgull: "Els somnis de vegades es transformen en realitat"